# 福音派

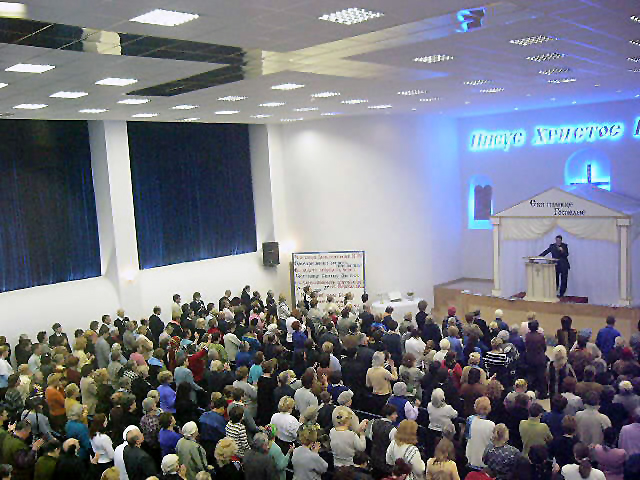
典型的福音派主日崇拜场景，牧师并不穿着罗马领、祭衣，礼仪也非常简单，往往没有圣餐式，以播放吉他、贝斯等现代乐器演奏的宗教音乐、讲道，以及代禱為主。因福音派對十誡中的第二戒的理解較為激進，福音派的教堂内一般只有无苦像的拉丁十字作为其信仰标志，无圣像、宗教画等宗教艺术

福音派（英語：evangelical）是新教的一個遵從近現代福音主義（英語：new evangelicalism/conservative evangelicalism）的派別，神學主張較自由派（主流新教）保守，但比基要派溫和（不過現在基要派常常被視作福音派下的一支）。福音派的主張可上溯至19世紀的虔敬主義，後來在大覺醒運動中得到迅猛發展，在二戰後逐步形成今日福音派的基礎。福音派強調基督徒個人跟耶穌基督之關係，且重視將基督教價值觀融入社會。有別於其他基督教主流教派，其主要特征是直接通過传播基督来到的福音及传递基督的信息，达成耶稣教义的传播。相比其他基督宗教派別，福音派往往具有更強烈傳福音的意願。
福音派是一個跨宗派的派別。不少福音派教會是加爾文主義（如長老宗、公理會）或浸信會背景的，但也有福音派教會屬阿民念主義、衛理宗、信義宗、聖公宗，以及貴格會等背景。無宗派的福音派教會目前也愈發普遍（事實上絕大部分的無宗派新教教會都持福音派立場）。需要注意的是，一部分名為「福音教會」的教會，如德國的福音派教會並非是現在一般所說的福音派教會，其名稱中的「福音」一般是指宗教改革初期的福音主義，與現代福音派主張的近現代福音主義存在一定區別。
目前，福音派在拉丁美洲等地發展迅速，許多天主教信徒以及其他宗派的新教徒都離開過去的教會加入福音派。根據2016年的統計，世界上大約有6.2億人是福音派。換言之，世界上每四名基督徒中就有一人是福音派。福音派基督徒人數最多的國家是美國，大約四分之一的美國人都是福音派，因此福音派在美國政治中也有很強影響力。另一方面，福音派對部分社會議題的保守傾向（如反對墮胎、反同性婚姻等）以及與保守派政治家結盟的做法也受到批評。一些基督教人士批評福音派一方面用基督教理抨擊一些個人道德問題，一方面又對社會不平等、種族主義等問題保持沉默。
靈恩派、五旬節派與福音派有很強聯繫，許多靈恩派與五旬節派都自稱自己同時是福音派。

## 沿革
現代的福音派歷史可追溯至18世紀的敬虔主義（Pietism）運動。虔敬主義要求無論神職人員還是平信徒都應該用嚴格的道德標準約束自己。這一觀念很大程度上被現代的福音派吸收。19世紀末至20世紀初，隨自由主義神學發展，與之相對的基要主義神學（即基本教義派，持聖經絕對無誤等主張）也逐步成形。1910年前後，福音派運動開始擁抱基要主義神學，但後來也逐漸在一些問題上採取相對溫和、折衷的問題，以免被冠以狹隘、不寬容的印象。從這一時期開始，福音派也開始注意使用現代手段傳播福音，開始使用電視、收音機等現代工具進行「電視佈道」。1942年，隨基要主義者建立美國基督教會理事會（ACCC），美國福音派建立持續至今在福音派中依然舉足輕重的全國福音派協會（NAE），並提出積極參與社會議題、反對教會分裂，以及鼓勵教會間交流等區別於保守基要派的主張。
二戰結束以來，美國持自由主義立場的主流新教始終面臨信徒流失、教會人數減少的問題。與之相對的是福音派的迅速發展，據信許多過去屬主流新教教會的成員都轉向福音派教會。至20世紀70年代後，福音派已成為美國的第一大教派。但進入21世紀後，福音派在美國與其他基督教教派一樣，都面臨信徒人數減少的問題。另一方面，福音派與五旬節派等靈恩派在冷戰結束後於廣大發展中國家發展迅速，在拉丁美洲等地吸收了大量前天主教徒加入。
福音派教會對普世教會合一運動有相當的參與，但其內部對此仍存在意見分歧。1994年，福音派與天主教会簽署了一份合作協議書《福音教派與大公教合一》，同意以包容手段接納天主教，但也遭致福音派內部反天主教人士的批評。

## 特點

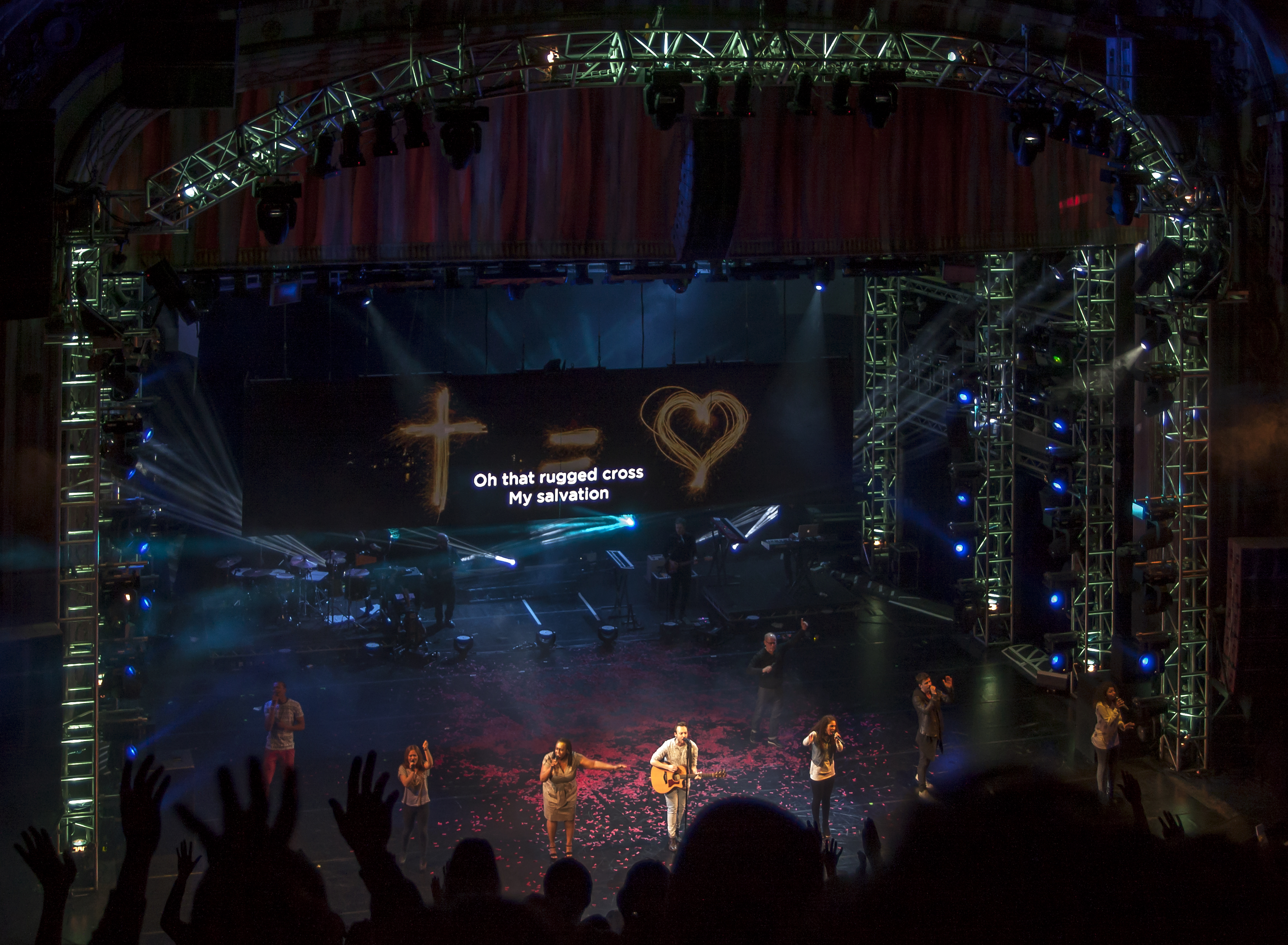
英國倫敦的一間福音派教會主日崇拜一景

福音派重視個人的皈依，認為歸信基督教能夠使個人擺脫原罪得到重生，過一種聖潔的生活。此外，福音派高度重視《聖經》的道理，持聖經無誤論，部分較激進的派別支持聖經絕對無誤。此外，福音派也很重視社會活動，主張通過積極的社會活動將教義融入社會，在LGBT問題、墮胎問題、性問題上採納社會保守主義的立場:12-16。
福音派教會的結構一般是長老制或者會眾制，其中尤以會眾制為多，也有一部分聖公宗或衛理宗的福音派教會採用主教制。一些相對開明的福音派教會認為抹大拉的馬利亞在早期的教會中扮演了重要的角色，因此接受按立女性神職人員。
關於洗禮問題，聖公宗、衛理宗，以及較傳統的加爾文主義背景的福音派教會一般接受嬰兒洗禮，而其他福音派教會受宗教改革時期激進的重洗派影響認為洗禮應只為能夠獨立思考者施行，因此堅持成人洗禮、反對嬰兒洗禮。

### 宗教儀式
福音派週日的活動一般稱為主日崇拜（Worship）。福音派的主日崇拜一般非常簡單，牧師不着羅馬領、祭衣，往往穿着普通的西裝。因大部分福音派不相信聖體的真實臨在論，只認為聖餐是一種紀念儀式，並非主日崇拜的重要環節，大部分情況下福音派的主日崇拜也沒有聖餐式，儀式以吉他、貝斯等現代樂器演奏的宗教音樂、牧師的講道，以及公開祈禱為主。在能容納數千人甚至數萬人的巨型教堂中舉行主日崇拜也是福音派的一個重要標誌。有時福音派教會也會採用租賃的方式，在體育場、劇院等場地舉行主日崇拜。福音派對十誡中的第二戒的理解較為激進，因此福音派的教堂内一般只有无苦像的拉丁十字作为其信仰标志。

### 派別
福音派依歷史起源可分為認信福音派（英語：confessional evangelicals）與復興福音派（英語：revivalism evangelicals）兩支。認信福音派以保守的長老宗為代表，強調西敏信條等有很強加爾文主義改革神學立場的信條，而復興福音派則反對太多理性教導，更多強調個人的「靈性體驗」。
此外，也有少數福音派教會持相對開放的神學立場，更多強調男女平權、社會正義，以及和平主義等議題。這些福音派教會又被稱為「進步福音派」（progressive evangelicals）、「開放福音派」（open evangelicals）

## 在各國的發展
福音派二戰後發展極為迅猛，根據研究，1960年至2000年間，福音派信徒的增長速度是全球人口增長率的三倍、伊斯蘭教人口增長率的兩倍。福音派在拉丁美洲、非洲的諸多發展中國家發展尤其快速。以巴西為例，雖然富裕階層與貧困階層依然大部分信仰天主教，福音派在新興的中下階層中卻有很大吸引力。2000年時，巴西全國有15.4%的人信奉基督新教，到2010年時已增長到22.2%，其中很大一部分信徒從屬於與福音派關係密切的五旬節派。巴西的福音派/五旬節派在社會問題上極度保守，同時重點宣講成功神學，告訴信徒神的恩寵能使他們事業上成功。此外，亞洲的韓國大約五分之一的人口信仰基督新教，其中大部分人又都信仰持保守福音派立場的長老宗。
根據2011年皮尤研究中心的估計，全球大約有2.85億福音派信徒，佔所有基督宗教信徒的13.1%左右。皮尤研究中心的估計比較保守，沒有將五旬節派和靈恩派算在其中，不過報告本身也提及不應該將福音派與五旬節派、靈恩派當作不同的教派看待，因為不少五旬節派、靈恩派的成員也自認屬於福音派。根據法國國家科學研究中心的研究，2016年，全世界共有6.2億福音派信徒。根據這一研究，全世界每4名基督徒中就有1人是福音派。

### 美國
美國是福音派的發源地，目前福音派是美國的第一大教派，美國也是世界上福音派信徒人數最多的國家。美國的福音派在戰後的宗教及政治運動取得在共和黨左右的投票力量，自1980年代以來約70%的福音派教徒支持共和黨候選人，褔音派在許多關乎避孕、墮胎、同性戀權利及政教分離的議題上發揮關鍵的政治遊說及影響力。

## 圖集

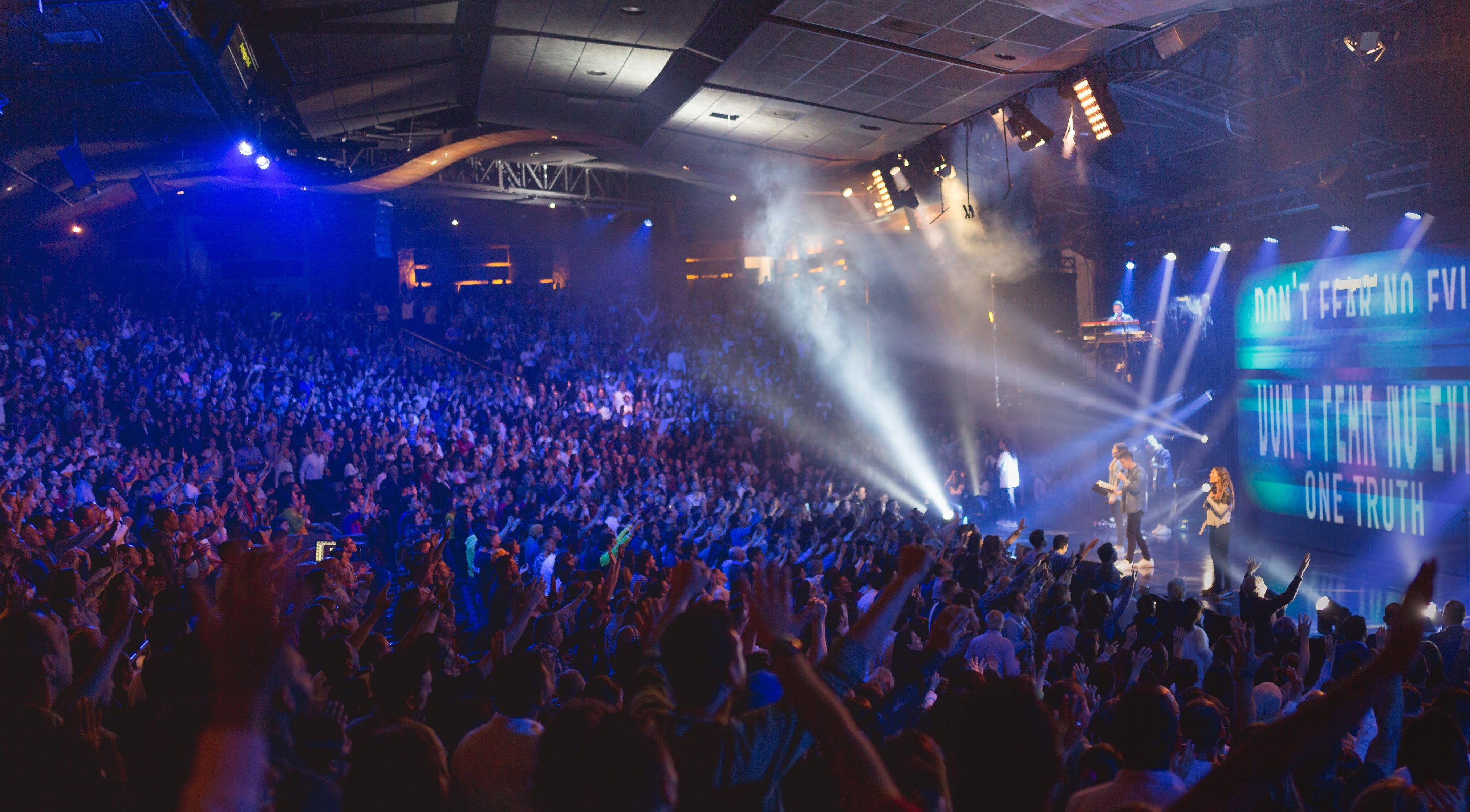
哥倫比亞的一間福音派教會。演奏現代風格的宗教音樂以及較自由的禮儀是福音派宗教儀式的重要特點
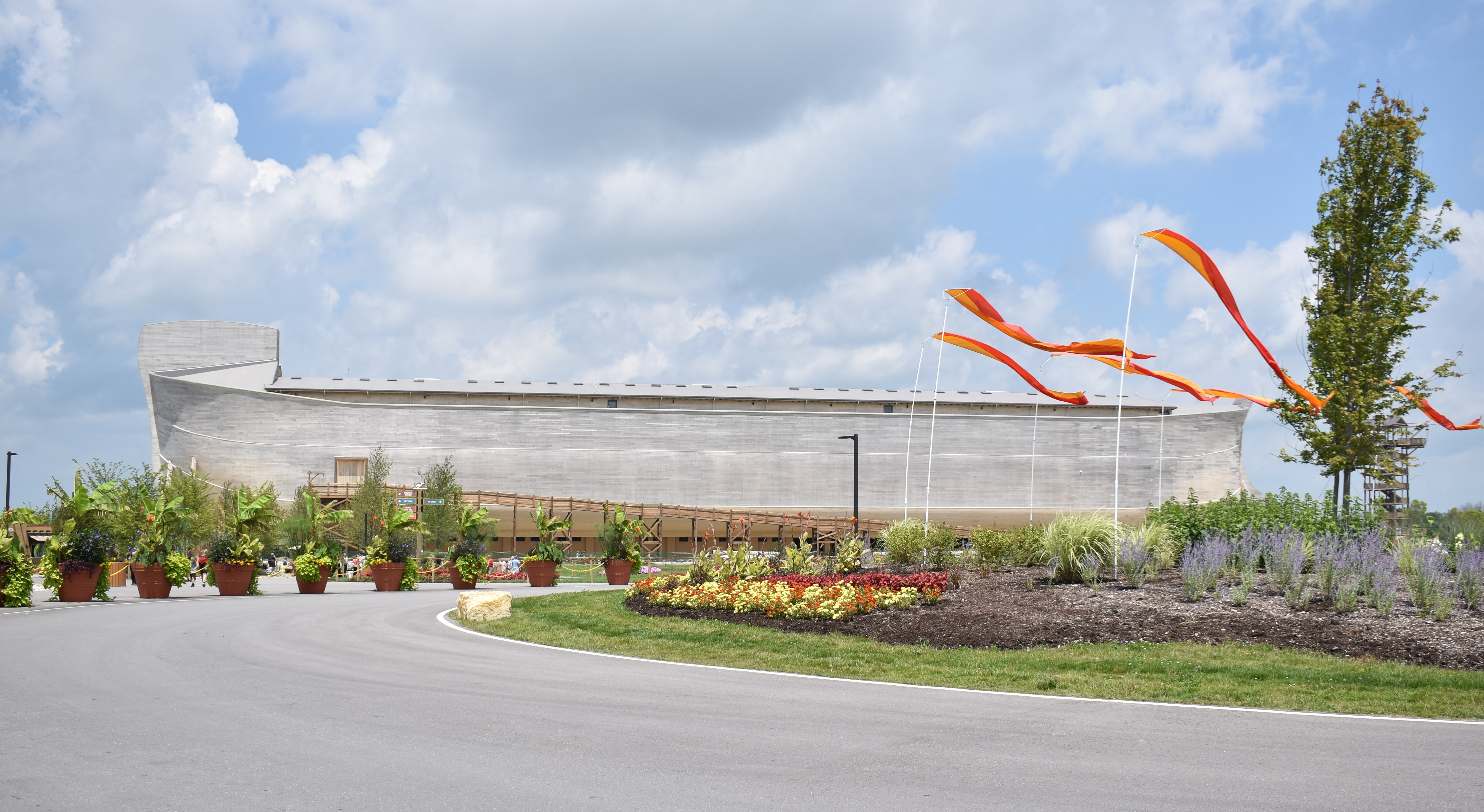
美國的一間福音派巨型教堂。巨型教堂同樣是福音派的重要特點之一
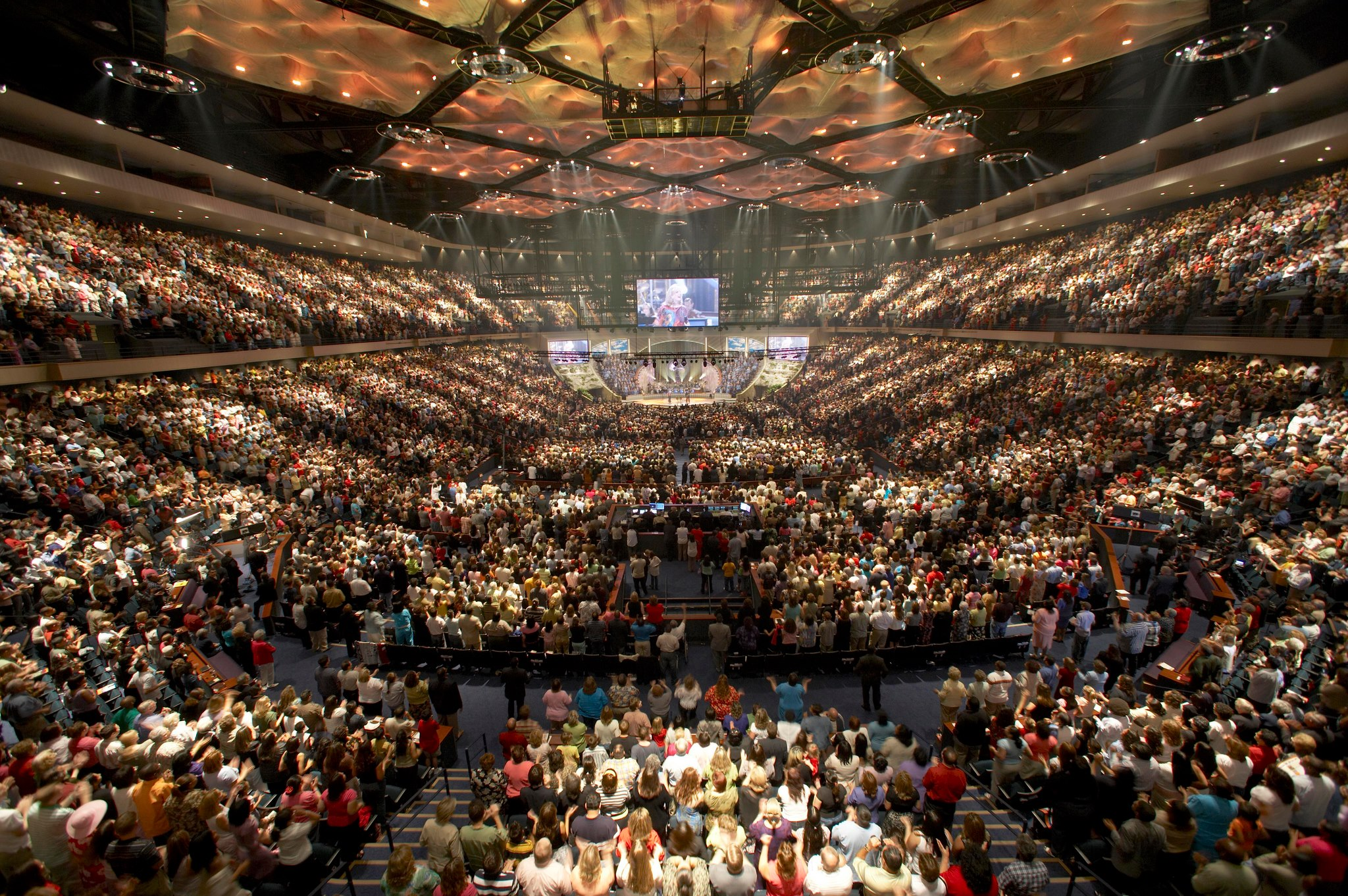
美國的一間福音派巨型教堂的主日崇拜一景
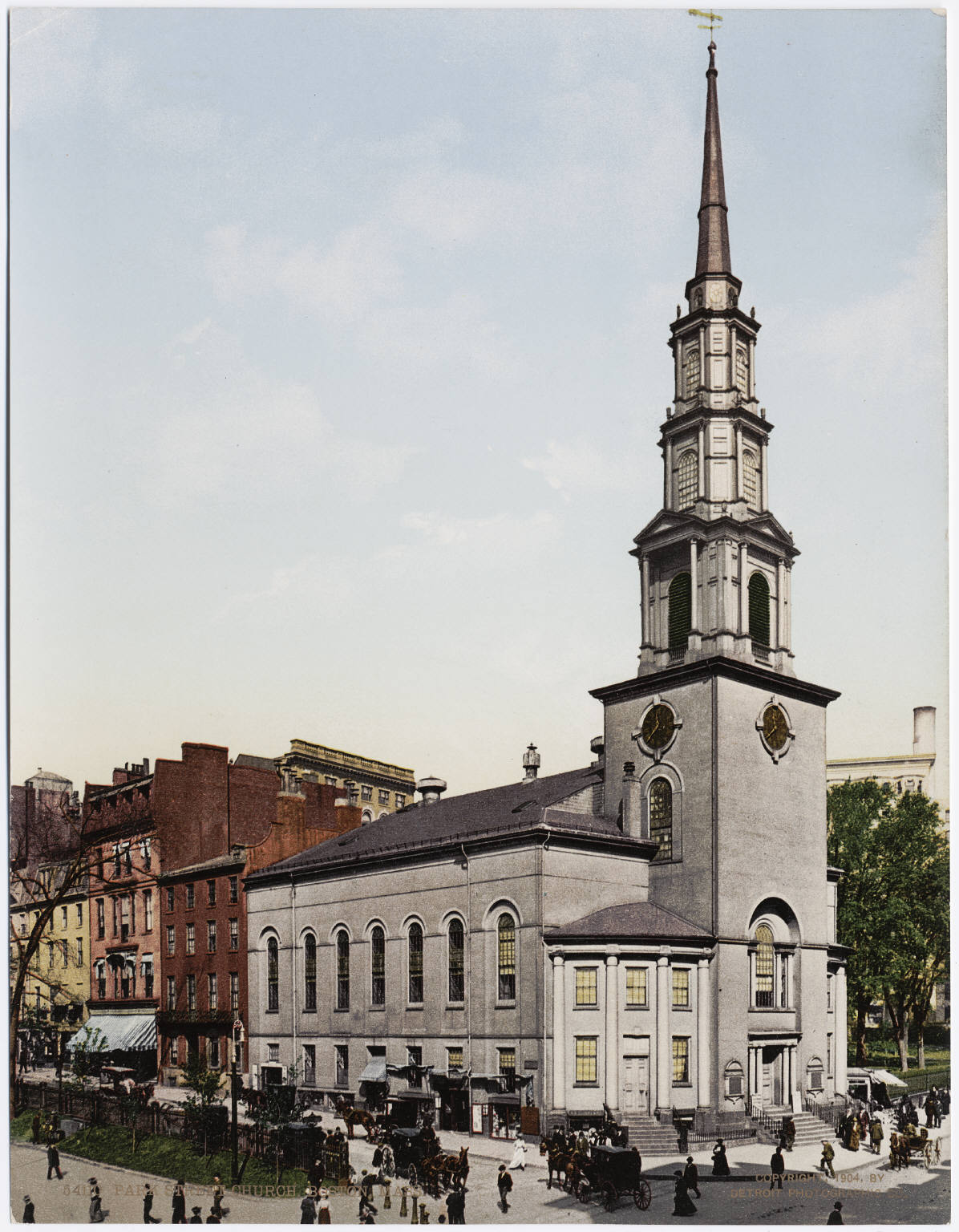
屬福音派的美國公园街教堂
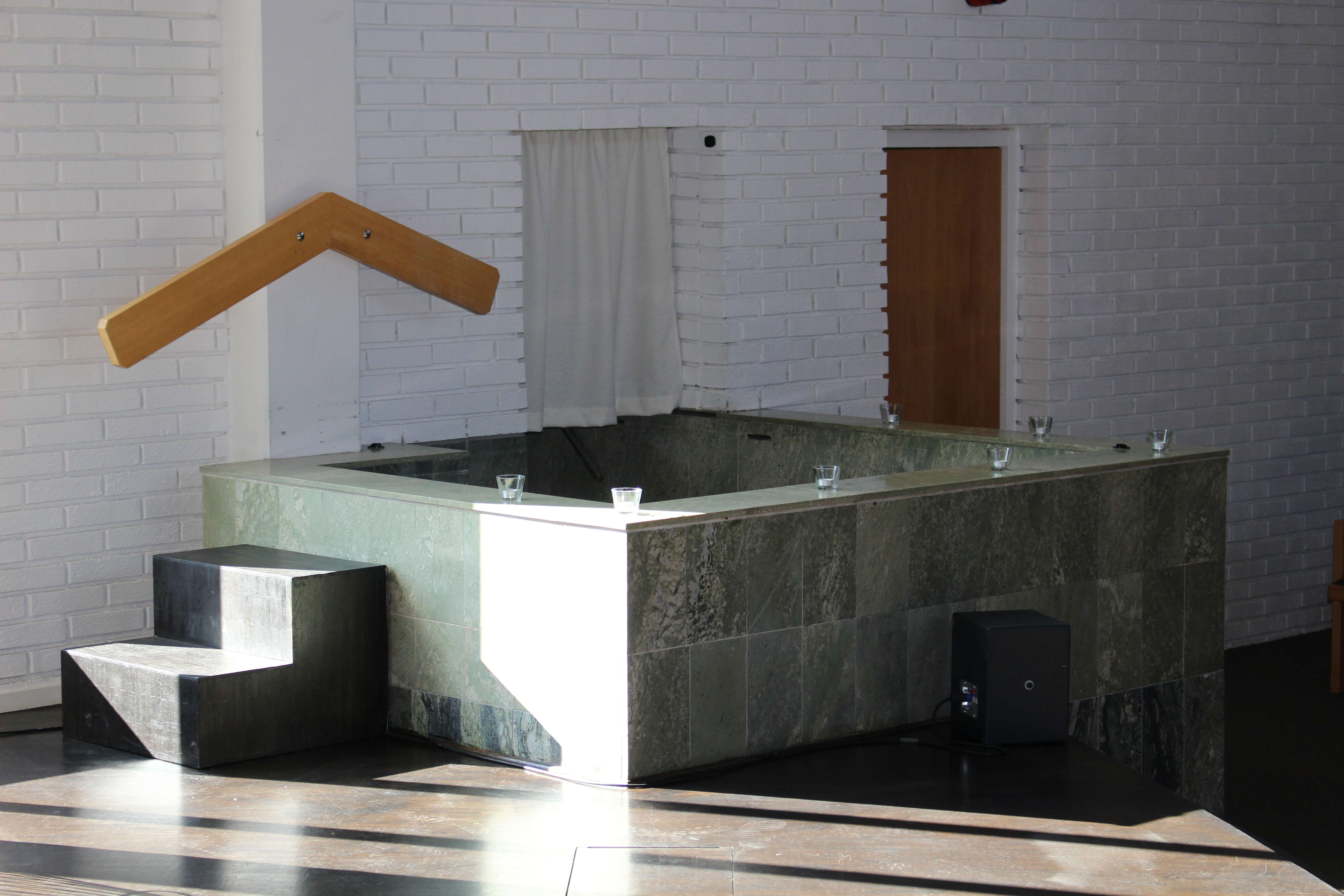
瑞典一間五旬節派福音派教會的洗禮池
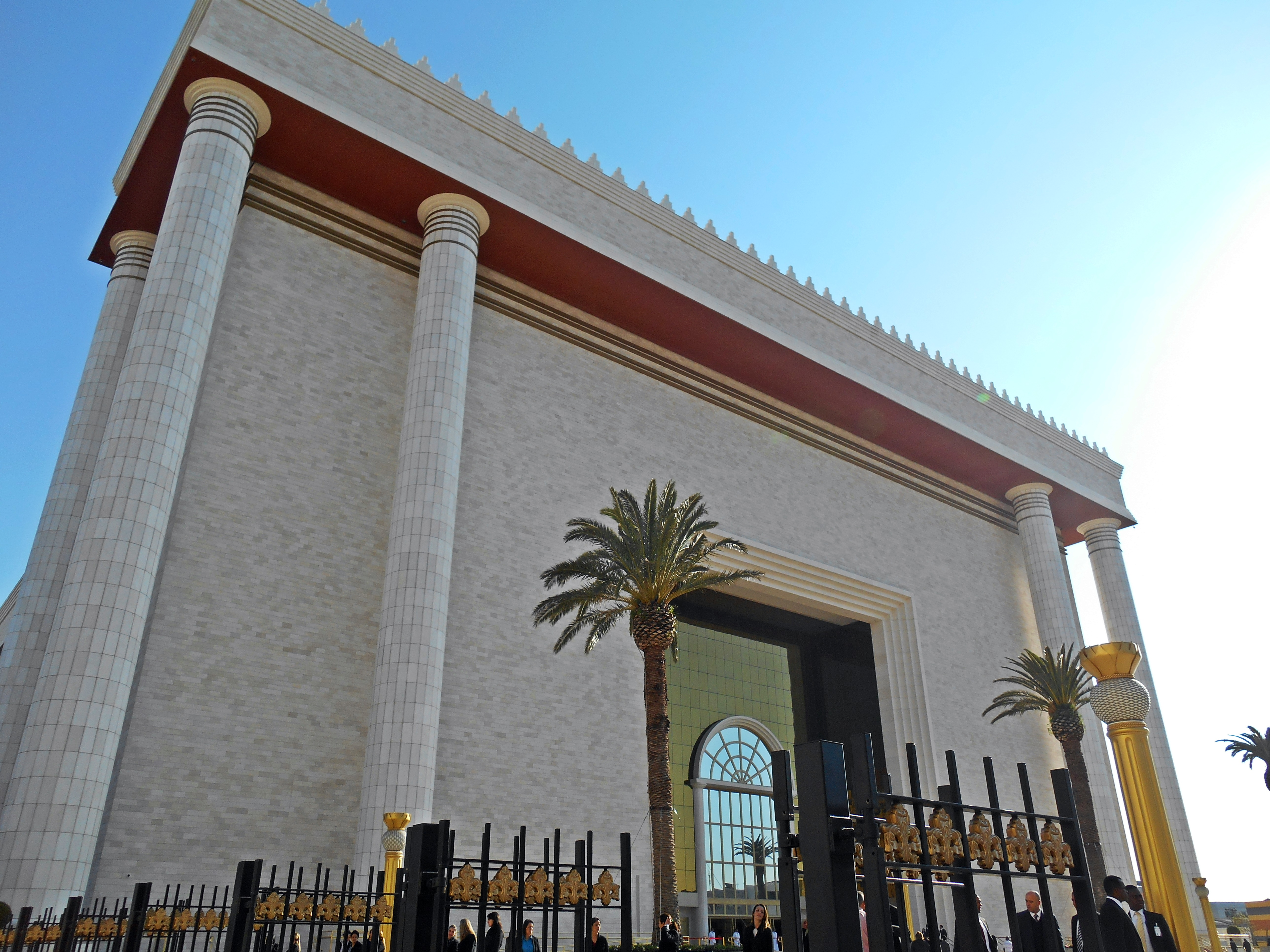
巴西的一間福音派教會外景
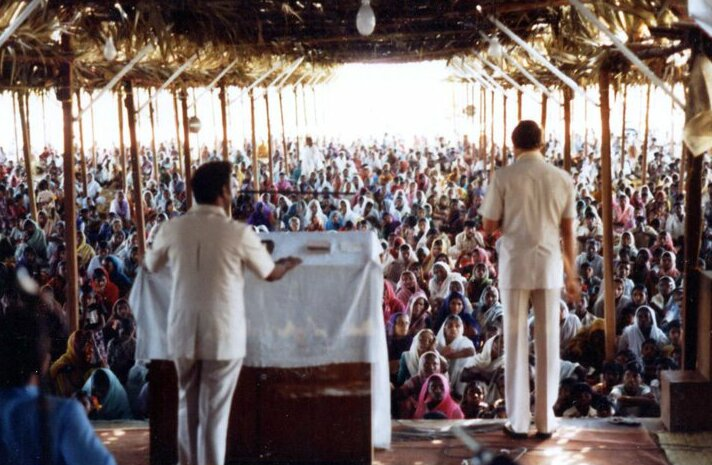
20世紀70年代在印度傳教的福音派教會

### 引用
1. 1 2  . Hope College. 1997: 205 （English）. This was especially true of proto-evangelical movements like the Quakers, organized as the Religious Society of Friends by George Fox in 1668 as a group of Christians who rejected clerical authority and taught that the Holy Spirit guided
2. ↑  Brian Stiller, Evangelicals Around the World: A Global Handbook for the 21st Century, Thomas Nelson, USA, 2015, pp. 28, 90.
3. ↑  Angell, Stephen Ward; Dandelion, Pink. . Cambridge University Press. 2018-04-19: 293. ISBN 978-1-107-13660-1 （English）.
4. ↑  . Friends Historical Association. 2005: 46 （English）. Emma Malone, active in the evangelical Quaker community in Cleveland, co-founded (with her husband) the Christian Workers Training School. This school helped to train the leadership of evangelical Quakers
5. ↑  Angell, Stephen Ward; Dandelion, Pink. . Cambridge University Press. 2018-04-19: 290. ISBN 978-1-107-13660-1 （英语）. Contemporary Quakers worldwide are predominately evangelical and are often referred to as the Friends Church.
6. ↑  Wilkinson, John Laurence. . Saint Andrew Press. 1993: 40. ISBN 978-3-89144-301-9 （English）. This powerful spiritual awakening resulted in an amazing worldwide upsurge that firmly planted evangelical Christianity in the Caribbean, and the Moravian Church as an important element in West Indian life. Next came the Methodist...
7. 1 2  . Pew Research Center. 2014-11-13  [2018-11-01]. （原始内容存档于2020-04-25）.
8. 1 2  Loup Besmond de Senneville, la-croix.com, Dans le monde, un chrétien sur quatre est évangélique （页面存档备份，存于）, France, January 25, 2016
9. ↑  , Wheaton College: Institute for the Study of American Evangelicals, （原始内容存档于2016-01-30）
10. ↑  Samuel Smith, Moore on MacArthur's Social Justice Statement: 'Bible Doesn't Make These Artificial Distinctions' （页面存档备份，存于）, christianpost.com, USA, September 13, 2018
11. 1 2  Bebbington, David W, , London: Routledge: 42, 1993
12. ↑  Fuller, Daniel. . Waco, TX: Word Books. 1972: 140. OCLC 680000513.
13. ↑  . PBS. 2003-12-05  [2023-06-17]. （原始内容存档于2023-06-17）.
14. ↑  Mark Ward Sr., The Electronic Church in the Digital Age: Cultural Impacts of Evangelical Mass Media , ABC-CLIO, USA, 2015, p. 104, 231
15. ↑  . pewforum.org. 2014  [2018-05-11]. （原始内容存档于2019-04-10）.
16. ↑  . PRRI.   [2021-07-08]. （原始内容存档于2021-08-14） （美国英语）.
17. ↑  . news.yahoo.com.   [2021-07-19]. （原始内容存档于2022-11-09） （美国英语）.
18. ↑  . ChristianityToday.com.   [2017-11-12]. （原始内容存档于2021-04-01） （英语）.
19. ↑  Kidd, Thomas S. . Yale University Press. 2019-09-24: 4. ISBN 978-0-300-24141-9 （English）. What does it mean to be evangelical? The simple answer is that evangelical Christianity is the religion of the born again.
20. ↑  Bauder, Kevin, , Naselli, Andrew; Hansen, Collin  (编), , Grand Rapids, MI: Zondervan: 549, 2011, ISBN 978-0-310-55581-0
21. ↑  Walter A. Elwell, Evangelical Dictionary of Theology, Baker Academic, USA, 2001, p. 117; 171
22. ↑  Donald F. Durnbaugh, The Believers' Church: The History and Character of Radical Protestantism, Wipf and Stock Publishers, USA, 2003, p. 65, 73
23. ↑  Bruce E. Shields, David Alan Butzu, Generations of Praise: The History of Worship, College Press, USA, 2006, p. 307-308
24. ↑  Robert Dusek, Facing the Music, Xulon Press, USA, 2008, p. 65
25. ↑  Gaspard Dhellemmes, Spectaculaire poussée des évangéliques en Île-de-France （页面存档备份，存于）, lejdd.fr, France, June 7, 2015
26. ↑  Franklin M. Segler, Randall Bradley, Christian Worship: Its Theology and Practice, B&H Publishing Group, USA, 2006, p. 207
27. ↑  Justin G. Wilford, Sacred Subdivisions: The Postsuburban Transformation of American Evangelicalism, NYU Press, USA, 2012, p. 78
28. ↑  Anne C. Loveland, Otis B. Wheeler,  From Meetinghouse to Megachurch: A Material and Cultural History, University of Missouri Press, USA, 2003, p. 2
29. ↑  Cameron J. Anderson, The Faithful Artist: A Vision for Evangelicalism and the Arts, InterVarsity Press, USA, 2016, p. 124
30. ↑  Doug Jones, Sound of Worship, Taylor & Francis, USA, 2013, p. 90
31. ↑  Mark A. Lamport, Encyclopedia of Christianity in the Global South, Volume 2, Rowman & Littlefield, USA, 2018, p. 32
32. ↑  Anne C. Loveland, Otis B. Wheeler,  From Meetinghouse to Megachurch: A Material and Cultural History, University of Missouri Press, USA, 2003, p. 149
33. ↑  Dale M. Coulter, "The Two Wings of Evangelicalism" （页面存档备份，存于）, First Things (November 5, 2013). Retrieved December 17, 2014.
34. ↑  Olson, Roger, , Naselli, Andrew; Hansen, Collin  (编), , Grand Rapids, MI: Zondervan: 242, 2011, ISBN 978-0-310-55581-0
35. ↑  Marsden, George M, , Grand Rapids, MI: W.B. Eerdmans: 75, 1991, ISBN 0-8028-0539-6
36. ↑  Milne, Bruce. . InterVarsity Press. 2010: 332  [2014-08-31]. ISBN 978-0-83082-576-9.
37. ↑  Freston, Paul, : 107–90, 2004.
38. ↑  Antunes, Anderson, , Forbes, 2013-01-17  [2022-12-26], （原始内容存档于2021-11-04）.
39. ↑  Londono, Diana, , Hemispheric Affairs (Coha), 2012-12-05  [2022-12-26], （原始内容存档于2020-08-13）
40. ↑  . kosis.kr.   [2019-12-10]. （原始内容存档于2006-09-08）.
41. ↑  , Pew Forum on Religion and Public Life: 17–18, 2011-12-19  [2022-12-26], （原始内容存档于2018-10-04）
42. ↑  . www.operationworld.org.   [2022-12-26]. （原始内容存档于2020-11-30）.
43. ↑  Ronald J. Sider. . Baker Books. 2008-02-01  [2012-12-24]. ISBN 978-0-8010-6837-9.
44. ↑  David P. Gushee. . Baylor University Press. 2008  [2012-12-24]. ISBN 978-1-60258-071-8.
45. ↑  Barry Hankins. . Rowman & Littlefield Publishers. 2009-04-28  [2012-12-24]. ISBN 978-0-7425-7025-2.
46. ↑  Kenneth D. Wald; Allison Calhoun-Brown. . Rowman & Littlefield. 2007: 207–  [2012-12-24]. ISBN 978-0-7425-4041-5.

## 外部連結
- ,   [2015-03-15], （原始内容存档于2015-03-14） (WEA)
- 福音派基督徒论坛 （页面存档备份，存于）